# Żółkiewka
Żółkiewka (polonès: Gmina Żółkiewka) és una gmina (comuna) de Polònia, en la voivodat de Lublin i en el comtat de Krasnostawski. És la seu del comtat i de la ciutat des de 1999.
D'acord amb els cens de població de 2004, la comuna tenia 6220 habitants, amb una densitat de 47,8 hab/km².
S'estén per una àrea de 130,01 km², sent àrea agricola un 85% i àrea forestal un 10%.

## Subdivisions
- Adamówka, Borówek, Celin, Chłaniów, Chłaniów-Kolonia, Chłaniówek, Chruściechów, Dąbie, Gany, Huta, Koszarsko, Majdan Wierzchowiński, Makowiska, Markiewiczów, Olchowiec, Olchowiec-Kolonia, Poperczyn, Rożki, Rożki-Kolonia, Siniec, Średnia Wieś, Tokarówka, Wierzchowina, Władysławin, Wólka, Zaburze, Żółkiew, Żółkiew-Kolonia, Żółkiewka.

## Comunas veïnes
- Gorzków, Krzczonów, Rudnik, Rybczewice, Turobin, Wysokie